# Verband des Deutschen Blumen-Groß- und Importhandels

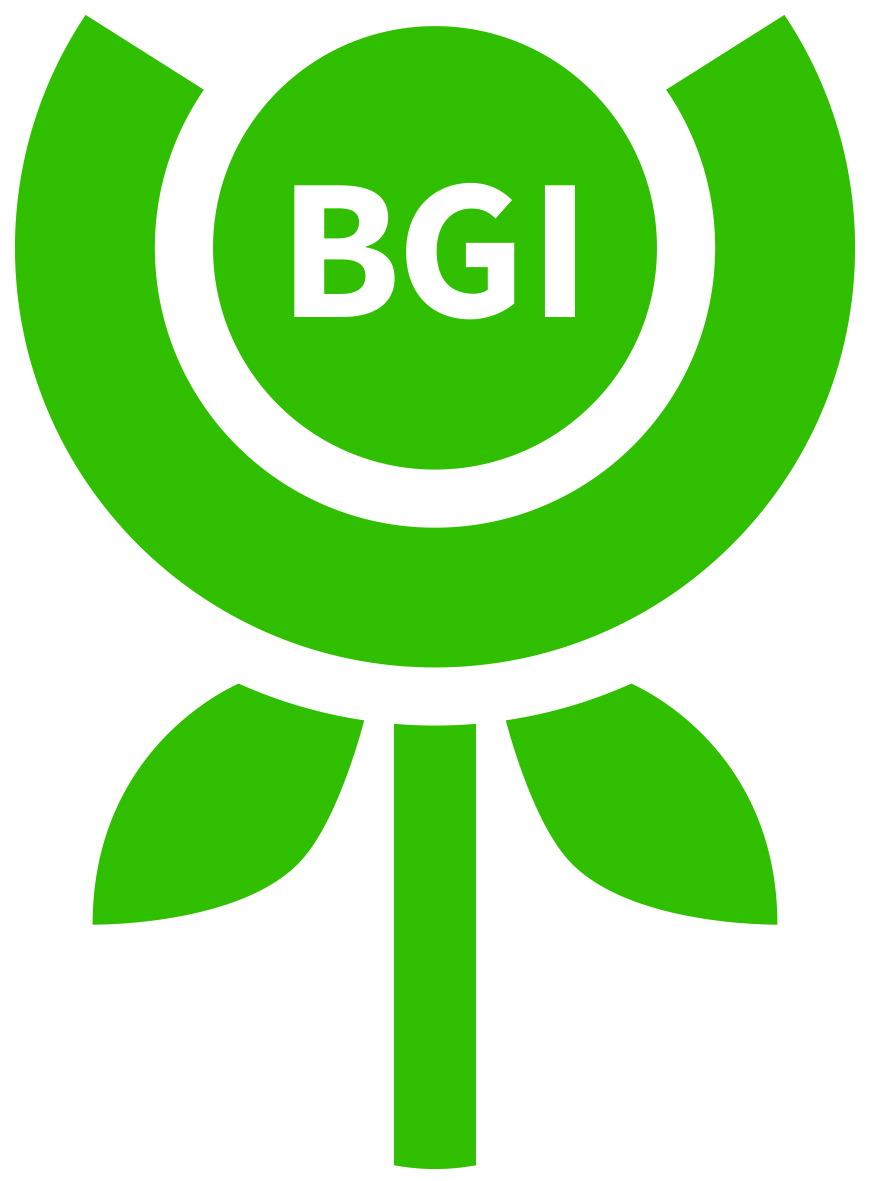
BGI Logo

Der Verband des Deutschen Blumen-Groß- und Importhandels e.V. (BGI) ist in Deutschland die bundesweite Interessenvertretung der Schnittblumen- und Importhändler sowie der Topfpflanzengroßhändler für Blumen und Pflanzen, die den deutschen Markt beliefern. Er hat seit 2022 seinen Sitz in der Stadt Oberhausen, im Haus der Grünen Verbände und wurde am 3. Juli 1965 gegründet.

## Organisation
Durch seine Mitglieder repräsentiert der Verband rund 75 Prozent des deutschen Blumen- und Pflanzengroßmarktes.
Im Jahr 2021 gab sich der Verband eine neue Struktur. Um das Ehrenamt im Vorstand zu entlasten, wechselte der Verband von einer Präsidial- zur Teamstruktur. Die Vorstände werden von der Mitgliederversammlung gewählt. Das Vorstandsteam bestellt zur Abwicklung der laufenden Angelegenheiten eine Geschäftsführung.

## Aufgaben
Die Schwerpunktarbeit liegt in der politischen nationalen und internationalen Interessenvertretung sowie im Branchenmarketing. Der BGI ist der einzige Verband in Deutschland, der den Schnittblumengroß- und Importhandel sowie den Topfpflanzengroßhandel vertritt. Der BGI arbeitet mit Partnern zusammen, um gemeinsam auf den gesamten nationalen und europäischen Markt zu wirken.